# Mangrovski hlastač
Mangrovski hlastač (znanstveno ime Lutjanus argentimaculatus) je morska riba iz družine hlastačev.
Mangrovski hlastač zraste v dolžino do 150 cm, povprečno pa okoli 80 cm. Najtežji zabeleženi ujeti primerek je tehtal 8,7 kg, največja življenjska doba teh rib pa je 31 let. Glede na starost in življenjsko okolje se barva teh rib močno razlikuje in variira od oranže in bakrene do rdečkasto-rjave. Mlajše ribe se zadržujejo v mangrovah, in so običajno temnejše od starejših rib, ki se umaknejo na koralne grebene odprtega morja. Starejše ribe imajo pogosto temnejše prečne proge.
Mangrovski hlastač je razširjen po Indijskem in Tihem oceanu od Avstralije na jugu do Japonske na severu. Na zahodu ga najdemo do obal vzhodne Afrike. Zadržuje se v globinah med 10 in 120 metri, najbolj pa mu prija voda s temperaturami med 16 in 30ºC. Spolno dozori pri dolžini okoli 57 cm.
Ta vrsta je izjemno zanimiva za športne ribiče, saj se dobro upira in jo je težko ujeti. Mlajše ribe v mangrovah se ujete rade skrijejo med korenine, starejše pa med korale, zaradi česar je za lov teh rib potrebno veliko izkušenj. Meso je bele barve, čvrsto in okusno.